# Fort Kent
Ne doit pas être confondu avec Fort Kent (Alberta).
Fort Kent est une ville située dans l’État américain du Maine, dans le comté de Aroostook.

## Population
Selon le recensement de 2010, sa population est de 4 097 habitants. On estime que 62 % de la population parle le français.

## Géographie
Le village se situe sur la rive droite du Fleuve Saint-Jean, en face de la commune canadienne de Clair, dans le Nouveau-Brunswick.

## Histoire
Fort Kent et sa voisine Clair se sont développées au même rythme vers le milieu du XIXe siècle. Vers 1909, le chemin de fer Bangor & Aroostook relia la ville au reste du Maine. Les piétons utilisaient un traversier, jusqu'à ce que le pont international soit construit en 1929, sur une proposition de Paul Carmel Laporte.
Fort-Kent est l'une des localités organisatrices du Ve Congrès mondial acadien en 2014.

## Éducation
La ville abrite un des campus faisant partie du réseau de l'University of Maine System.

## Équipement
Le pont international a été restauré en 2014, deux mois avant la date prévue, pour un budget de 14 millions de dollars. Il traverse le fleuve Saint-Jean, relie la route 1 aux États-Unis à la route 161 au Nouveau-Brunswick. La démolition de l’ancien pont, construit en 1929, est planifiée pour 2015.

## Culture
Le président de la Société historique du Fort Kent est Chad Pelletier.

## Monuments et patrimoine
En 1968, l'artiste américain Dennis Oppenheim a réalisé son œuvre Annual Rings sur la glace de la St. Johns River séparant le Canada des États-Unis.
En 1875, lors de l'arrivée de Cléophas Demers, premier prêtre de la paroisse, n'existait dans la ville, qu'une simple chapelle. Il fit bâtir une église en 1882, ainsi qu'un rectorat en 1884. Elle fut terminée par Francois-Xavier Burque, curé de la paroisse St-Jean-Marie Vianney de 1882 à 1904. Détruite lors d'un incendie en 1907, c'est son successeur, Arthur Decary, qui édifia l'église Saint-Louis en 1911,

## Personnalités liées à la localité
Fort Kent a vu la naissance de l'un des 27 récipiendaires de la Médaille d'honneur du Congrès dans l’État du Maine : le caporal Clair Goodblood, né le 18 septembre 1929, cité à titre posthume pour sa bravoure et son intrépidité remarquables lors de la guerre de Corée.